# Porfirio Meneses Lazón
Francisco Porfirio Meneses Lazón (n Huanta, 30 de octubre de 1915 – m Lima, 10 de mayo de 2009) fue un autor quechua que produjo literatura en quechua ayacuchano y español. Es considerado uno de los autores más importantes en lengua quechua y del indigenismo.

## Vida y labor literaria
Porfirio Meneses Lazón, nacido en 1915, se crio primero en Huanta y después de la separación de sus padres se mudó en 1922 con su madre a Lima. En 1934, fue uno de los fundadores de la Federación Aprista Juvenil, junto con Susana Medrano, Tulio Velásquez, Víctor Tantaleán, Floro Barreto, Armando Villanueva y Manuel Serna Valdivia. En 1935 regresó a Huanta, donde vivió hasta 1940.
Desde 1941 estudió letras, derecho, economía y educación en la Universidad Nacional Mayor de San Marcos en Lima, pero solo en 1979 se licenció en lengua y literatura.
Escribió en castellano muchos cuentos sobre la cultura andina, entre ellos “Cholerias” (1946), “Campos Marchitos” (1948), por lo cual ganó el Primer Premio en Narración, “El Hombrecillo Oscuro y otros cuentos” (1954), “Cuentos Peruanos”, “Cholerias 2”, “Huanta en la Cultura” (1974), “Solo un camino tiene el río” (1975). En 1954 publicó la obra teatral “La Princesa del mar”. En quechua se expresó sobre todo en sus poemas, dentro de los cuales destacan el poemario Suyaypa llaqtan “País de la esperanza” (1988) y Yana kachapurikuna, una traducción al quechua del poemario “Los heraldos negros” de César Vallejo (1997). En su libro de seis cuentos quechuas Achikyay willaykuna “Cuentos del amanecer” (1998) habla de la sociedad de Huanta en el tiempo de su juventud. Estos cuentos fueron traducidos al francés por César Itier y publicados en 2001 bajo el título de “Contes du lever du jour”.
Por su obra recibió entre otros el Primer Premio de Cuento en el concurso convocado por la revista “Cuadernos” de París (Francia, 1965), el Premio Nacional “Ricardo Palma” del Ministerio de Educación (1965), el Primer Premio de Producción Intelectual convocado por la universidad Federico Villarreal en 1995, el Primer Premio en el Primer Concurso de Literatura Quechua convocado a nivel nacional por la misma universidad en 1998.

## Familia
Estuvo casado con María Jesús Meneses Morales, que vivió desde el 25 de diciembre de 1917 hasta el 29 de enero de 2009.

## Obras

### Cuentos en castellano
- 1946: Cholerias.
- 1948: Campos Marchitos.
- 1954: El Hombrecillo Oscuro y otros cuentos.
- 1974: Cuentos Peruanos.
- 1974: Cholerias 2.
- 1974: Huanta en la Cultura.
- 1975: Sólo un camino tiene el río. Lima, Editorial Universo.

### Poesía en quechua
- 1988: Suyaypa llaqtan. Lima, Mosca Azul Editores.
- 2009: Yapa tinkunakuy [El reencuentro]. 30 sonetos quechua con traducción conceptual española. Asamblea Nacional de Rectores.

### Cuentos en quechua
- 1998: Achikyay willaykuna. Biblioteca de Cultura Quechua Contemporánea n°4. Lima, Universidad Nacional Federico Villarreal.

### Traducciones literarias al quechua
- César Vallejo, 1997: Yana kachapurikuna [Los heraldos negros]. Biblioteca de Cultura Quechua Contemporánea n° 1. Lima, Universidad Nacional Federico Villarreal.
- César Vallejo, 2008: Trilce. Universidad Ricardo Palma, Editorial Universitaria.

### Antología
- Julio Noriega Bernuy (ed.) Dida Aguirre, Lily Flores, William Hurtado, Eduardo Ninamango & Porfirio Meneses, 1998: Pichka Harawikuna. Five Quechua Poets. Americas Society, New York.